# Убінський
Убі́нський (рос. Убинский) — селище у складі Біловського округу Кемеровської області, Росія.
Стара назва — Участок 2-й.

## Населення
Населення — 567 осіб (2010; 590 у 2002).
Національний склад (станом на 2002 рік):
- росіяни — 97 %